# (4869) Piotrovsky
(4869) Piotrovsky (1989 UE8) – planetoida z pasa głównego asteroid okrążająca Słońce w ciągu 3,34 lat w średniej odległości 2,24 j.a. Odkryta 26 października 1989 roku.